# Marmelada
Marmelada (port. marmelada = dunjin pripravak, čiji je korijen u grčkoj riječi melimēlon) je slatki pripravak izvorno priređivan od dunje, i poznat u Engleskoj još od 15 stoljeća. 

## Priprema
Danas se proizvodi od raznih agruma i drugog voća. Marmelada je industrijski proizvedena gusta smjesa od ukuhanog voća, idealna za mazanje na kruh i kolače, a daje dodatni okus tortama, roladama i čajnom pecivu. Priprema se od svih vrsta voća, često se i kombinira više vrsta. U načelu se sirovo ili prokuhano voće protisne kako bi nestali i posljednji tragovi neraskuhanih komadića. Pripremanje marmelade se može ubrzati dodavanjem sredstava za želiranje, jer inače kuhanje dugo traje.